# УХ-Радіо
УХ-Радіо (Українська хвиля, с укр. — «Украинская волна») — украинская музыкально-информационная радиостанция из Тернополя, играющая только украинскую музыку. Кроме музыкальных блоков в эфире звучат местные новости, хит-парады, развлекательные, познавательные и поздравительные программы.

## История
Начало вещание стартовало 20 декабря 1998 года, а с октября 1999 года радиостанция начала круглосуточное вещание. В этом же году она вышла на уровень самоокупаемости и прибыльности.
Первоначально радиостанция работала в формате «Top-40» (состоявшего из русской, иностранной и украинской музыки), но с конца июля 2004 года перешла в режим «Ukrainian Top-100»: в эфире стала играть только популярная украинская музыка за исключением тяжелой музыки — металла, рэпа и т.д.
Идея принадлежала дирекции, при этом опасавшейся только малого количества украинской музыки. Однако за полгода подготовки и поиска коллектив нашёл около 5000 песен, что окончательно сняло подобную угрозу. При этом учитывался тот факт, что Тернопольская область занимает первое место в стране по доле украиноговорящего населения.

## Формат
Статус единственной региональной радиостанции в области позволил уделять внимание новостям Тернопольщины, обсуждать события в столице региона и ставить в эфир музыку местных исполнителей. В прямом эфире станции выходит еженедельная программа с участием мэра Тернополя. Аудиторией «УХ-Радио» позиционируются люди в возрасте начиная с 19-20 лет.
Количество информационных программ не превышает требований Национального совета по вопросам телевидения и радиовещания.
Руководство радиостанции в 2012 году не рассматривало возможность расширения FM-покрытия на восток и центр Украины в связи с трудностью получить лицензию, взамен рассчитывая на онлайн-вещание через интернет.

## Награды
В 2003 году «Украинская Волна» получила награду как «Лучшее средство массовой информации». По итогам III ежегодного Тернопольского областного рейтинга предпринимательских инициатив «Молодежь выбирает лучшее», в 2004 году станция стала лучшей среди местных радиостанций, а её коллектив был объявлен победителем в номинации «Слушай своё» и получил от тернопольского городского совета награду за добросовестный труд и высокий профессионализм в работе.

## Города вещания
- Тернополь — 101.1 FM.